# Martinho Lutero Galati de Oliveira

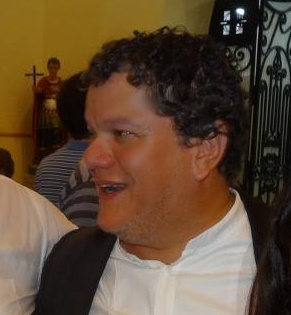
Martinho Lutero Galati de Oliveira (2014)

Martinho Lutero Galati de Oliveira (* 29. September 1953 in Alpercata,  Bundesstaat Minas Gerais, Brasilien; † 25. März 2020 in São Paulo, Brasilien), bekannt als Martinho Lutero Galati, war ein brasilianischer Dirigent und Hochschullehrer.

## Leben und Wirken
Martinho Lutero Galati de Oliveira wurde nach dem deutschen Reformator Martin Luther benannt und hatte italienische Wurzeln.
Mit sechzehn Jahren gründete er 1969 seinen ersten Chor, den Coro Luther King. Daraus entstand 1970 das Kulturnetzwerk Luther King. Von 1974 bis 1979 studierte er in São Paulo und Argentinien Geschichtswissenschaften mit dem Abschluss als Ethnomusiker. Zu seinen Professoren gehörten Hans-Joachim Koellreutter und Roberto Schnorrenberg. Nach einem Aufenthalt in Italien kamen Studien bei Luciano Berio und Luigi Nono dazu. Der Coro Luther King hatte 1975 seinen ersten großen Auftritt bei den Trauerfeierlichkeiten für den ermordeten brasilianischen Journalisten Vladimir Herzog. Insgesamt umfasste seine Karriere fünfzig Jahre. 
Als Hochschullehrer war er in Mailand am Instituto di Musicologia di Milano sowie an der Libera Università di Lingue e Comunicazione IULM tätig. Zuvor hatte er 1987 eine Tätigkeit in Maputo, der Hauptstadt Mosambiks, angenommen, wo er die Associação Cultural Tchova Xita Duma gegründet hatte. 
Seit 2013 bis zu seinem Tod war er als Künstlerischer Leiter des Coral Paulistano Mário de Andrade, des Chores des Stadttheaters von São Paulo, tätig. Überdies war er mehr als vierunddreißig Jahre für den Chor Cantosospeso in Mailand tätig. 
Sein Einsatz für Menschlichkeit und gegen Rassismus war die Aufführung der Oper Treemonisha des afroamerikanischen Komponisten Scott Joplin, damit wollte er einen Beitrag zum Nachdenken über schwarze Identität leisten und Rassismus auch in Brasilien bekämpfen.
Fünfzig Jahre prägte er die Chor- und Musikszene Brasiliens. 
2002 wurde er Ehrenbürger von Mailand, 2010 Ehrenbürger von São Paulo. 
Martinho Lutero war verheiratet. Er starb am 25. März 2020 im Alter von 66 Jahren in São Paulo an den Folgen einer COVID-19-Erkrankung. Der Leichnam wurde eingeäschert.